# Paroisse de Blissfield
Pour les articles homonymes, voir Blissfield.
Ne doit pas être confondu avec Paroisse de Blissville.
La paroisse de Blissfield est à la fois une paroisse civile et un ancien district de services locaux (DSL) canadien du comté de Northumberland, au Nouveau-Brunswick. Dans le cadre de la réforme de la gouvernance locale du 1er janvier 2023, le territoire du DSL a été réparti entre le village de Doaktown et le district rural de Grand Miramichi.

## Toponyme
Blissfield est nommé ainsi en l'honneur de John Murray Bliss (1771-1834), qui fut administrateur du gouvernement du Nouveau-Brunswick durant l'absence du gouverneur Howard Douglas. Bliss est aussi à l'origine du nom de Blissville.

## Géographie

### Villages et hameaux
Blissfield comprend les hameaux de Blissfield, Grand Lake Road, Hazelton, Mcgraw Brook, Moran, Russeltown et Weaver Siding.

## Histoire
Royaume-Uni de Grande-Bretagne et d'Irlande (1801-1867)

Les hameaux situés au bord de la rivière Miramichi sont fondés avant 1800 par des colons originaires de la basse vallée du fleuve Saint-Jean et de Miramichi. Les environs de Doaktown sont plutôt peuplés d'Écossais de l'Ayrshire, tandis que la vallée de la rivière Cains est colonisée par des Irlandais.
En 1825, la paroisse de Blissfield est l'un des endroits les plus touchés par les Grands feux de la Miramichi, qui dévastent entre 10 000 km2 et 20 000 km2 dans le centre et le nord-est de la province et tuent en tout plus de 280 personnes,.
Hazelton est fondé avant 1879 grâce à la Free Grants Act (Loi sur les concessions gratuites) et peuplée de quelques personnes originaires de localités voisines.
La municipalité du comté de Northumberland est dissoute en 1966. La paroisse de Blissfield devient un district de services locaux en 1967.

## Démographie
D'après le recensement de Statistique Canada, il y avait 636 habitants en 2001, comparativement à 674 en 1996, soit une baisse de 5,6 %. La paroisse compte 271 logements privés, a une superficie de 1 240,26 km² et une densité de population de 0,5 habitant au km².
| 2001 | 2006 | 2011 | 2016 |
| ---- | ---- | ---- | ---- |
| 636  | 560  | 501  | 451  |

## Économie
Entreprise Miramichi, membre du Réseau Entreprise, a la responsabilité du développement économique.

## Administration

### Comité consultatif
En tant que district de services locaux, Blissfield est en théorie administré directement par le Ministère des Gouvernements locaux du Nouveau-Brunswick, secondé par un comité consultatif élu composé de cinq membres dont un président. Il n'y a actuellement aucun comité consultatif.

### Commission de services régionaux
La paroisse de Blissfield fait partie de la Région 5, une commission de services régionaux (CSR) devant commencer officiellement ses activités le 1er janvier 2013. Contrairement aux municipalités, les DSL sont représentés au conseil par un nombre de représentants proportionnel à leur population et leur assiette fiscale. Ces représentants sont élus par les présidents des DSL mais sont nommés par le gouvernement s'il n'y a pas assez de présidents en fonction. Les services obligatoirement offerts par les CSR sont l'aménagement régional, l'aménagement local dans le cas des DSL, la gestion des déchets solides, la planification des mesures d'urgence ainsi que la collaboration en matière de services de police, la planification et le partage des coûts des infrastructures régionales de sport, de loisirs et de culture; d'autres services pourraient s'ajouter à cette liste.

### Chronologie municipale

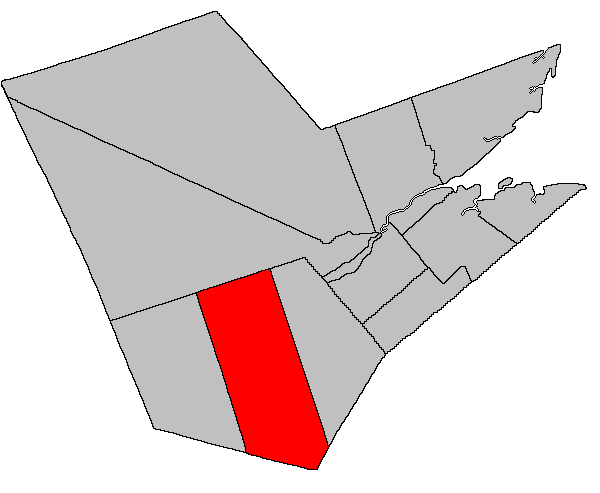
Situation sur une carte des paroisses civiles du comté de Northumberland (certains DSL et municipalités ne sont donc pas montrés).

### Représentation et tendances politiques
Nouveau-Brunswick: Blissfield fait partie de la circonscription provinciale de Miramichi-Sud-Ouest, qui est représentée à l'Assemblée législative du Nouveau-Brunswick par Jake Stewart, du Parti progressiste-conservateur. Il fut élu en 2010.
 Canada: Blissfield fait partie de la circonscription électorale fédérale de Miramichi, qui est représentée à la Chambre des communes du Canada par Tilly O'Neill-Gordon, du Parti conservateur. Elle fut élue lors de la 40e élection fédérale, en 2008.

## Vivre dans la paroisse de Blissfield
Le bureau de poste et le détachement de la Gendarmerie royale du Canada les plus proches sont situés à Doaktown.
Les anglophones bénéficient du quotidien Telegraph-Journal, publié à Saint-Jean et de l'hebdomadaire Miramichi Leader, publié à Miramichi. Les francophones bénéficient quant à eux du quotidien L'Acadie nouvelle, publié à Caraquet, ainsi que de l'hebdomadaire L'Étoile, de Dieppe.

## Culture

### Architecture et monuments
Une ferme historique se trouve dans l'est de Moran, du côté sud de la route 8.